# The Bassmachine
The Bassmachine è il primo album di Basshunter. È stato pubblicato nel 2006 su Internet ed è stato diffuso dall'etichetta svedese di musica house "Alex Music" e autoprodotto dallo stesso Jonas Altberg.

## Tracklist
1. "The Bassmachine" – 2:22
2. "The Big Show" – 5:36
3. "The True Sound" – 5:25
4. "Train Station" – 5:45
5. "Contact by Bass" – 3:53
6. "Syndrome de Abstenencia" – 6:34
7. "The Warpzone" – 5:34
8. "Bass Worker" – 6:14
9. "Transformation Bass" – 5:03
10. "Fest Folk" – 4:34